# Johanna Emanuelsson
Johanna Ida Emanuelsson, född 23 januari 1986 i Göteborg, är en svensk dramatiker och manusförfattare.

## Biografi
Emanuelsson är utbildad vid Stockholms dramatiska högskola med dramatikerexamen 2013. Emanuelsson, som är uppvuxen i Bergsjön,  har uppgett i en intervju med Riksteatern att hon började skriva prosa och poesi i tolv till trettonårsåldern och gått över till att skriva dramatik i gymnasieåldern eftersom hon då uppfattade det som mer spännande. Hon fick en läsning av en av hennes texter i samband med Riksteaterns tävling Ny text 2007 och vann sedan tävlingen med Älvsborgsbron 2010 som också tog hem priset New Baltic Drama Award.  Hösten 2011 sattes Älvsborgsbron sedan upp på Unga Dramaten och hon blev också den dittills yngsta mottagaren av Colombines debutantstipendium. År 2017 gjorde hon debut som filmmanusförfattare med Dröm vidare.

## Manus i urval

### Teater[9]
- 2010 - Älvsborgsbron
- 2013 - Det sovande folket
- 2015 - Välkommen till Prekariatet
- 2016 - Kongo – en pjäs om Sverige
- Skimrande vattnet
- Pennskaftet
- Matkriget
- Den livsfarliga skogsexpeditionen
- De sömnlösas tid
- Bilbränder
- 95 procent är ett totalt j***a mörker

### Film
- 2017 - Dröm vidare (tillsammans med Rojda Sekersöz)[10]

## Teaterproduktioner i urval

### Uruppföranden av manus
| År   | Produktion                                 | Regi                           | Scen                        |
| ---- | ------------------------------------------ | ------------------------------ | --------------------------- |
| 2011 | Älvsborgsbron                              | Annika Silkeberg               | Unga dramaten               |
| 2012 | Den stora efterfesten                      | Camilla van der Meer Söderberg | Dramalabbet                 |
| 2012 | Dåligt folk                                | Eva Johansson                  | Dramalabbet                 |
| 2012 | Mittens rike med Jan Käll & Richard Turpin | Richard Turpin                 | Göteborgs stadsteater       |
| 2013 | Slutstadier                                | Carl Johan Karlson             | Stockholms stadsteater      |
| 2013 | 95 procent är ett totalt j***a mörker      | Pernille Lindstad              | Teater 23                   |
| 2014 | De sömnlösas tid                           | Carl Johan Karlson             | Örebro länsteater/Nya China |
| 2016 | Bortom upproret                            | Hanna Gardell                  | Kvartesteatern/3:e kammaren |
| 2016 | Skimrande vattnet                          | Carl Johan Karlson             | Riksteatern                 |
| 2018 | Matkriget                                  | Ragna Wei                      | Ung scen öst                |
| 2025 | Ett svenskt brott                          | Helena Sandström Cruz          | Uppsala stadsteater         |

### Dramatisering
| År   | Produktion                    | Regi          | Scen                |
| ---- | ----------------------------- | ------------- | ------------------- |
| 2019 | Pennskaftet efter Elin Wägner | Maria Löfgren | Uppsala stadsteater |

## Utmärkelser
- 2007 - Barnteaterakademins pris för pjäsen Syster i Krig.
- 2010 - Vinnare i Riksteaterns tävling Ny text, med pjäsen Älvsborgsbron.[23]
- 2010 - New Baltic Drama Award för pjäsen Älvsborgsbron.[24]
- 2011 - Teaterförlaget Colombines debutantstipendium.[23]
- 2018 - Henning Mankell-stipendiet om 100 000 kronor.[2]